# 秋暮之巨龙
秋暮之巨龙是瑪格麗特·魏絲（Margaret Weis）和Tracy Hickman所著奇幻小说，内容基于一个龙与地下城游戏 它是龙枪小说首部，该系列始于1984年。它是龙枪编年史的首部，而编年史三部曲与龙枪传奇三部曲一起，通常被认为是龙枪世界的核心小说。编年史的出现源于设计者试图用小说形式来讲述他们所建立的游戏世界里的故事，TSR公司实际上只是勉强同意。  《秋暮之巨龙》详细讲述了龙枪英雄的会面和龙枪战争的早期。它和最早的两个龙枪游戏模块相对应，也即DL1 Dragons of Despair和DL2 Dragons of Flame，但小说和游戏的结局不同。 它引入了很多其它该主题的小说和短篇的大量人物。
《秋暮之巨龙》遵循该系列其它小说（《冬夜之巨龙》和《春晓之巨龙》）所共有的一个模式，都以龙结尾，开头为季节:秋、冬、春，以及时间：暮，夜，晓。
Margaret Weis包含很多对狄更斯的《A Christmas Carol的引用，那是她最喜欢的小说之一。这些引用包括“But there was something disquieting about him—secret, silent, self-contained, and solitary as an oyster（但他有些令人不安的东西—象蚌一样隐秘、安静、内敛和孤独”和“The fate of mankind is my business（人类的命运是我的事）”，注意这里她把该句的意义从善变为恶。

## 情节梗概
本书开始于一群朋友的归来，包括半精灵坦尼斯，史东·布莱特布雷德，卡拉蒙·马哲理，雷斯林·马哲理，弗林特·火炉，泰索何夫·柏伏特。奇蒂拉，孪生子卡拉蒙和雷斯林的同母异父的姐姐，也应该回来的，但是由于某些当时没有解释的原因，她只是送了一个神秘的纸条。这些朋友们五年前分开去追寻各自的探险。

## 详细出版信息
- (Paperback). United States: TSR. 1984. ISBN 0-88038-173-6.
- (Paperback). United Kingdom: TSR. 1986. ISBN 0-14-008718-4.
- (Paperback). United States: TSR. March 1990. ISBN 0880381736.
- (Library Binding). United States: Rebound by Sagebrush. October 1999. ISBN 0-8335-3164-6.
- (Paperback). United States: Wizards of the Coast. 2000-02-01. ISBN 0-7869-1574-9.
- (Hardcover). United States: Wizards of the Coast. 2003-04-01. ISBN 0-7869-3064-0.
- (Paperback). United States: Devil's Due Publishing. 2006-05-05. ISBN 1-932796-50-9.
- (Hardcover). United States: Devil's Due Publishing. 2006-07-26. ISBN 1-932796-70-3.

### 其他书籍
- Margaret Weis; Tracy Hickman. . Wizards of the Coast. 2000. ISBN 0-7869-1609-5.